# جولیان د لا سل
جولیان د لا سل (به انگلیسی: Julian De La Celle) یک بازیگر اهل ایالات متحده آمریکا است که بیشتر برای نقش "زک" در سریال پرورشگاهی‌ها شناخته شده است.

## فیلم ها
- بتی بی‌ریخته در نقش دنیل "دی جی" مید جونیور ، پسر الکسیس مید
- قهرمان‌ها در نقش ساموئل جوان
- پرورشگاهی‌ها در نقش زک ، دوست پسر سابق ماریانا فاستر
- چگونه از مجازات قتل فرار کرد در نقش رایان (اپیزود: "We're Not Friends")